# آق‌اوره
آق‌اوره (قزاقی: Ақөре) یک شهرک در استان قراغندی کشور قزاقستان است.